# Lambertuskerk (Arum)
De Lambertuskerk is een kerkgebouw in Arum, in de Friese gemeente Súdwest-Fryslân.

## Beschrijving
De kerk ligt op een ruim kerkhof in het midden van Arum en bestaat uit een gotiserend schip met een half ingebouwde toren met een open koepel. De toren is gemaakt naar plannen van architect Thomas Adrianus Romein. In de toren hangen twee luidklokken gegoten in 1949 door de gieterij Van Bergen (klokkengieterij)
Het kerkgebouw is mogelijk oorspronkelijk gebouwd in 1200, maar in 1664 grotendeels verbouwd. Grote restauranties zijn geweest in 1837 na de brand op 12 februari 1836 en in 2008. Het is een rijksmonument.

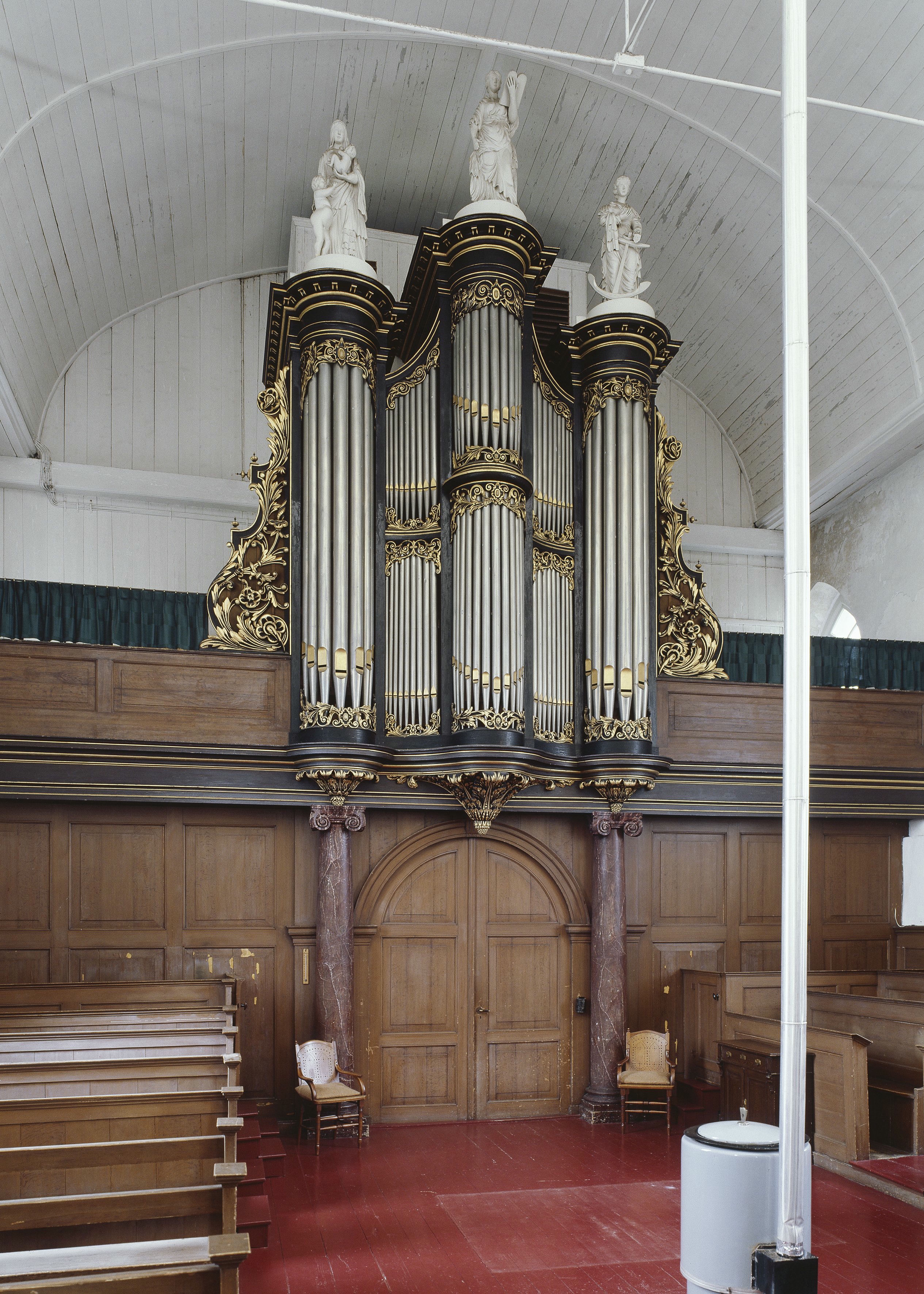
Interieur met orgel (2006)
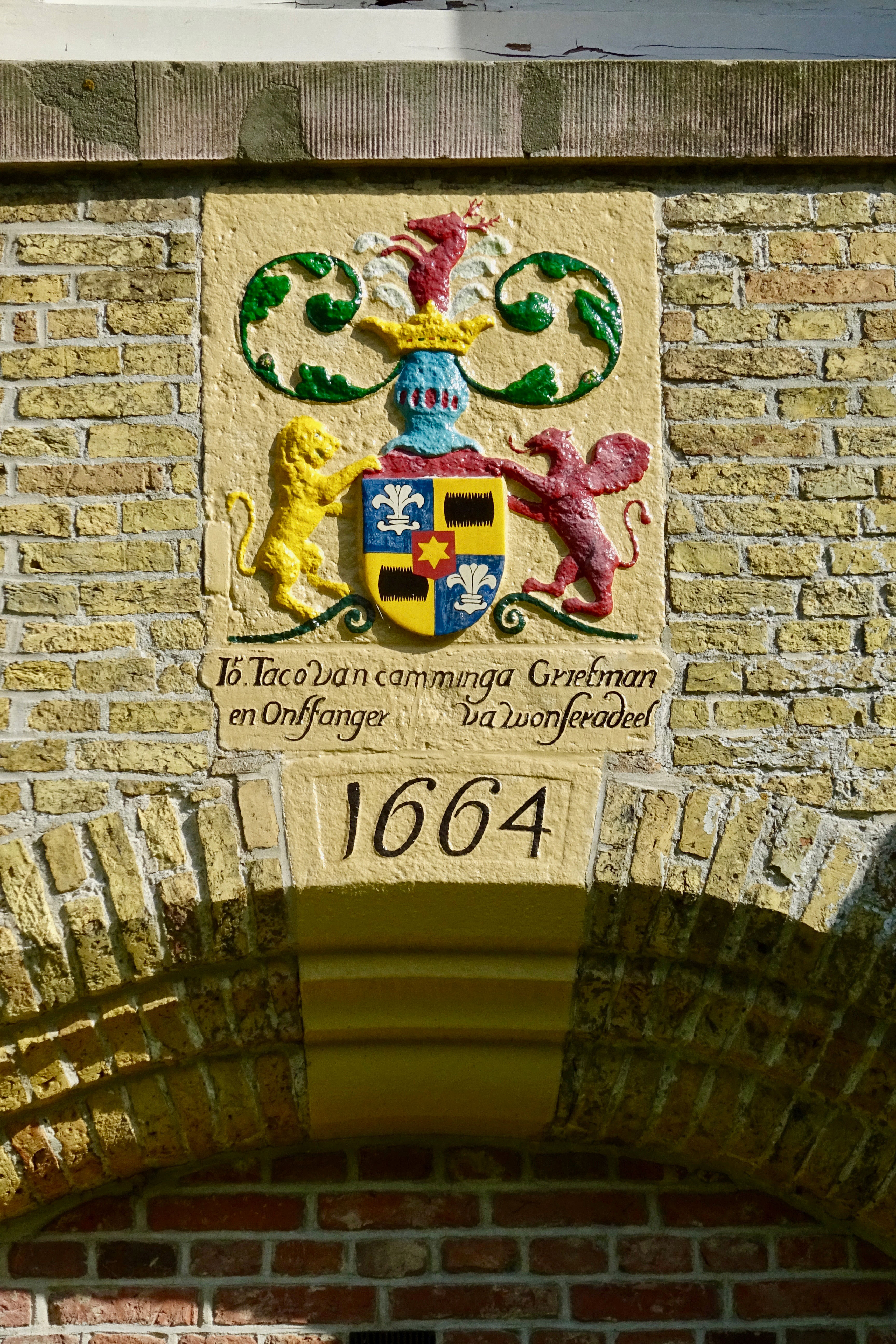
Herdenkingssteen